# Model de biosfera simple
En el model climàtic, el model de biosfera simple és un model de la biosfera per usar amb els Models de Circulació General atmosfèrics (GCMs) que tracten d'incorporar un realisme biofísic en la formulació del balanç de la radiació i de l'energia a un nivell de sofisticació adequat per existir en els models GCMs
S'usava un mètode interactiu d'optimització per definir un nou grup de paràmetres morfològics i fisiològics a la vegetació. Mesures micrometeorològiques que inclouen fluxos d'energia aconseguits per sobre d'uns dossers canopis de la selva amazònica que van ser utilitzats per validar i calibrar els paràmetres de la SIB.